# ترانه اعتراضی
ترانه اعتراضی (به انگلیسی: protest song)؛ ترانه‌ای است که یک جنبش در راستای تغییر اجتماعی را همراهی می‌کند و از این رو به بخش گسترده‌ای از آهنگ‌های محلی یا آهنگ‌هایی که با وقایع کنونی سازگاری داشته باشد، مرتبط است. این آهنگ‌ها می‌تواند با سبک سنتی، کلاسیک یا آهنگ‌های مدرن مانند رپ نواخته شود و هر سبکی را در بر می‌گیرد.
علاوه بر حرکت‌های اجتماعی که مجموعه‌ای از آهنگ‌های اعتراضی را شامل می‌شود، در این میان می‌توان به جنبش‌های دیگر نیز اشاره کرد مانند: «جنبش حق رای زنان، جنبش‌های کارگری، حقوق بشر، حقوق مدنی، جنبش ضد جنگ، جنبش فمینیستی، جنبش دفاع از حقوق حیوانات، گیاه‌خواری، کنترل تسلیحاتی و محیط زیست.»
متن ترانه‌های آهنگ‌های اعتراضی اغلب با حرکت‌های اجتماعی همراه می‌شود. برای مثال «Goodnight Irene» جایگاه یک ترانه اعتراضی را به دست آورد، چرا که توسط لید بلی نوشته شده بود که یک سیاهپوست محکوم شده بود و عمدتاً و به‌طور کلی مخالفت با بی عدالتی و حمایت از صلح یا عقاید آزاد را بیان می‌کنند. قطعه سمفونی شماره ۹ بتهوون «سرود شادی» از این دسته است. این قطعه مشهور توسط شاعر آلمانی فریدریش شیلر به آلمانی نوشته شده بود و بتهوون در سال ۱۸۲۳ سمفونی مشهور شماره ۹ را با الهام از این شعر، بدین نام نهاد.
متن آهنگ‌های اعتراضی متون بسیار متفاوتی دارند. فیل اکس یک خواننده اعتراضی آمریکایی (۱۹۴۰ – آوریل ۹, ۱۹۷۶) گفته بود: «یک آهنگ اعتراضی به قدری منحصر به فرد است که نمی‌توان آن را اشتباه گرفت.» یکی از آهنگ‌های اعتراضی قرن ۱۸، آهنگ محلی به نام حقوق زن است که مربوط به یک اعتراض فمینیستی در سال ۱۷۹۵ بود.

## سبک موزیک اعتراضی الرای. الجزایر
سبک موزیک اعتراضی الرای. الجزایر، یک سبک موزیک محلی عربی است که از شهر وهران یکی از شهرهای الجزائر سرچشمه گرفته‌است. در سال ۱۹۳۰ در این شهر بادیه نشین‌هایی بودند که با سبک موسیقی اسپانیایی و فرانسوی و آفریقایی در هم آمیختند که عمدتاً توسط زنان نواخته می‌شد. این سبک در الجزایر ممنوع اعلام شد تا جایی که یکی از خوانندگان محبوب این سبک ترور شد، اگر چه تا سال ۱۹۸۰ با موفقیت‌های همراه بود. ترانه شمال پاریس که توسط چب مامی؛ ۱۱ ژوئیه ۱۹۶۶ یک موسیقی‌دان سرشناس اهل الجزایر ساخته شد، آخرین نمونه این سبک موسیقی بود که ترانه ای در اعتراض علیه نژادپرستی بود و موجب اعتراضهایی در سال ۲۰۰۵ در فرانسه شد.

## استرالیا
موسیقی استرالیایی از مسائل بومی که ویژگی سیاسی پیدا می‌کردند، الهام گرفته و اصلی‌ترین حقوق کشور و مرگ و میرهایی در زندانها را شامل می‌شد. یکی از برجسته‌ترین گروه‌های موسیقی که با این موضوع روبرو شد، گروه موسیقی «Yothu Yindi» بود. علاوه بر مسائل بومی، تعداد زیادی از گروه‌های اعتراضی موسیقی ترانه‌هایی علیه بیهودگی جنگ می‌خواندند.

## بلاروس
در بلاروس اولین ترانه معروف اعتراضی در اوایل قرن بیستم در جریان قیام مردم بلاروس و نبرد برای استقلال از روسیه، ساخته شد. این دوره ترانه‌هایی ساخته شده شامل: «We've slept enough»، ما به اندازه کافی خوابیدیم و همچنین ترانه ای به نام رژه جنگجویان که یک سرود جمهوری خلق بلاروس بود. مرحلهٔ بعدی ترانه‌های اعتراضی دهه ۱۹۹۰ بود که ترانه‌های بسیاری توسط گروه NRM ساخته شد.

## بریتانیا

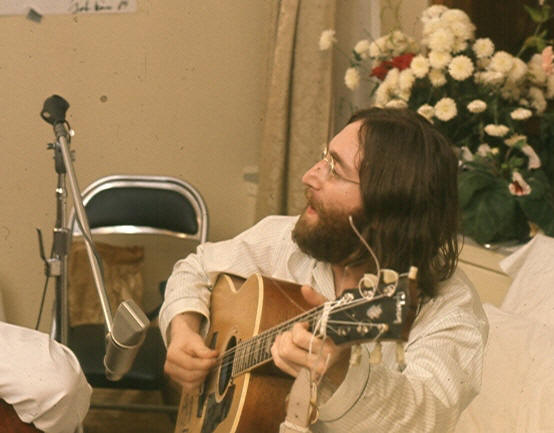
جان لنون در حال تمرین ۱۹۶۰

ترانه‌های محلی انگلیسی از همان اوایل قرون وسطی و اوایل دوره مدرنیسم، تحولات اجتماعی آن زمان را منعکس می‌کرد. در دوران جنگ‌های مدنی و مذهبی قرن هفدهم در انگلیس، به جنبش کمونیستهای رادیکال برای اجرای سرودها و تصنیف‌هایشان امکان فعالیت داد. برای مثال می‌توان به «The Diggers» اشاره کرد. در قرن بیستم، یک خبرنگار گاردین نوشت که جنبش آهنگ‌های اعتراضی مدرن در سال ۱۹۵۸ با کمپین خلع سلاح هسته ای به راه افتاد زمانیکه یک راهپیمای ۵۳ مایلی از میدان ترافالگار یکی از میدانهای مشهور لندن شروع شد تا علیه شرکت بریتانیا در مسابقه تسلیحاتی و آزمایش بمب هسته ای، اعتراض کنند. این اعتراض موزیسین‌های جوان را برانگیخت که ترانه‌های جدید بسازند تا مخالفت علیه بمب اتمی را بدین وسیله به اثبات برسانند. یکی از ترانه‌هایی که برای این راهپیمایی ساخته شد، تندر بمب اتم نام داشت. متن این ترانه توسط رمان‌نویس جان برونر نوشته شده بود. خواننده محلی ایوان مک کال برای مدتی یکی از معروف‌ترین چهره‌های اصلی جنبش موسیقی اعتراضی علیه خلع سلاح هسته ای بریتانیا بود. در سال ۱۹۶۵ دانون خواننده راک ترانه ای علیه جنگ ویتنام خواند و محبوبیت خوبی در زمینه موسیقی در دهه ۱۹۶۰ و ۱۹۷۰ به دست آورد.
اشعار عاشقانه ترانه‌های پاپ در دهه ۱۹۵۰ کلمات اعتراضی را وارد ترانه‌ها کرد. از آنجا که شهرت و اعتبار آن‌ها در اواخر ۱۹۶۰ افزایش یافت، بیتلزها و جان لنون به‌طور خاص، به صدای علیه جنگ پیوستند. طارق علی ویژگی فعالیت بیتلزها را اینطور بیان کرد که آن‌ها کل فرهنگ را رادیکالیزه کردند: «جان لنون مشغول جهان شد و جهان او را تغییر می‌داد.» جان لنون در سال ۱۹۶۹ ترانه به صلح شانسی بده را «Give Peace a Chance» را به همراه همسر خود یوکو اونو تنظیم و ضبط کرد. این ترانه توسط بیش از نیم میلیون تظاهرات‌کننده در واشینگتن در دومین روز تظاهرات سراسری بزرگی علیه دخالت آمریکا در جنگ ویتنام ۱۵ اکتبر ۱۹۶۹ خوانده شد.
دهه ۱۹۷۰ شاهد تعداد قابل توجهی ترانه‌های اعتراضی در انگلیس بود که مضمون آن‌ها علیه جنگ بود که می‌توان به ترانه‌هایی مانند «Peace Train" by Cat Stevens (1971),War Pigs" by Black Sabbath (1970)» اشاره کرد.

## ایرلند
موسیقی شورشی ایرلندی، یکی از پایه‌های اساسی موسیقی محلی ایرلند است که با سازهای خاص ایرلندی نواخته می‌شد. متن ترانه‌ها برای آزادی ایرلند و مردمانی که با جنبش آزادی ایرلند همراه بودند و همچنین شکنجه و خشونتی که در جریان جنگ‌های ایرلند شمالی و تاریخچه اعتراضات گسترده ایرلندی‌ها صورت می‌گرفت، سروده می‌شد. پل مک‌کارتنی نیز در سال ۱۹۷۲ با ساخت ترانه «Give Ireland Back to the Irish» سهم این ترانه را به ایرلند اعطا کرد.

## آلمان
در آلمان «Ton Steine Scherben» یکی از اولین و تأثیر گذارترین ترانه‌های سیاسی است که در دهه ۱۹۷۰ توسط گروه راک «German language rock» نواخته شد.

## ایران
در ایران ترانه‌های اعتراضی جنبه‌های گوناگونی را در برمی گیرد که در هر مرحله با اعتراضات اجتماعی، سیاسی و مدنی یک نسل جدیدی از آهنگسازان با سبک‌های متفاوتی وارد پهنه عمل شده‌اند. به عنوان مثال می‌توان به ترانه «جمعه» با صدای فرهاد مهرداد اشاره کرد که توسط شهیار قنبری سروده و آهنگساز آن اسفندیار منفردزاده است.
همچنین فریدون فروغی از جمله خوانندگانی ست که در اجرای ترانه‌های اعتراضی سرشناس است. ترانه‌های ریتمیکی مانند «مشتی ماشاالله» و «شیاد» از آثار معروف این خواننده است که توسط بسیاری از خوانندگان ایرانی مجدد اجرا شده‌است.
شمار قابل توجهی از ترانه‌های داریوش اقبالی نیز در این دسته جای می‌گیرند. می‌توان به ترانه نترسون اشاره کرد.
شروین حاجی‌پور آهنگساز و خواننده ایرانی در مهر ۱۴۰۱ ترانه اعتراضی «برای…» را بر اساس توئیت‌های اعتراضی برای همراهی با مردم پس از کشته شدن مهسا امینی در جریان خیزش ۱۴۰۱ ایران اجرا کرد.

## فلسطین
موسیقی عربی فلسطینی ترانه‌های شورشی دارد که جنگ با اسرائیل و اشتیاق برای آزادی و عشق به خاک سرزمین فلسطین را می‌سراید. یکی از معروف‌ترین این ترانه، ترانه بلادی است که معنی آن سرزمین من است. موسیقی فلسطینی بر خلاف موسیقی اسرائیلی به ندرت بر روی تقسیم داخلی و درگیری‌های داخلی متمرکز است.